# Cueva de Castañar de Ibor
La Cueva de Castañar de Ibor es una cueva situada en dicho término municipal español, en la provincia de Cáceres.
La cueva fue descubierta en 1967 y declarada monumento natural, mediante el Decreto 114/1997, de 23 de septiembre (DOE n.º 114, de 30 de septiembre de 1997), en intento de conservar un espacio que presenta importantes valores geológicos y científicos, y evitar así un uso inadecuado del mismo. 

## Paisaje
Este conjunto supone un espeleológico paisaje de gran belleza, presentando numerosas concreciones litoquímicas, con estalactitas, lagos subterráneos y estructuras de aragonito y calcita (de gran rareza), que otorgan una especial belleza a esta cueva, donde podemos apreciar las denominadas salas roja, jardín o blanca, entre otras, las más representativas del conjunto.

## Contenido
La cueva, que es visitable, contiene la concentración de gas radón más alta de España, lo que hace que en determinados puntos supere en 100 veces los límites europeos de exposición a dicha sustancia en puestos de trabajo

## Protección
Este espacio, situado a una altitud de 660 m s. n. m. que pasa a ser considerado patrimonio natural, presenta cierta fragilidad en sus componentes ecológicos, por lo que se hace necesario llevar a cabo una conservación de sus valores, así como armonizar los usos y aprovechamiento agrarios tradicionales con los de índole científica y educativa. Los objetivos básicos de declarar este espacio en régimen de protección son:
- Mantener la integridad estructural e hidrológica de este complejo kárstico
- Llevar a cabo actuaciones de desarrollo sostenible; esto es, que sirva de elemento dinamizador de la zona, contribuyéndose así a su desarrollo económico, respetando su integridad ecológica.
- Llevar a cabo actividades de interpretación y educación ambiental.
- Potenciar la investigación acerca de este espacio.

## Administración y gestión
La administración y gestión de la cueva corresponden a la Consejería de Medio Ambiente, Urbanismo y Turismo de la Junta de Extremadura, la cual elaborará un proyecto de Protección Ambiental que establezca las actuaciones y usos que de este espacio se van a hacer. Por el momento, no está abierto al público este espacio, encontrándose aún en fase de apertura y adecuación de accesos.